# Myotis evotis
Myotis evotis — вид роду Нічниця (Myotis).

## Поширення, поведінка
Канада, Мексика, США. Висота над рівнем моря коливається від рівня моря на Тихоокеанському узбережжі до 2830 метрів в горах Вайомінгу. Лаштує сідала або поодинці або в колоніях до 30 особин. Обидві статі використовують різні сідала. Комахоїдний. Зустрічається в широкому діапазоні середовищ існування, але найчастіше зустрічається в змішаних хвойних лісах, від вологих прибережних районів до гірських лісів. Спочиває в дуплах дерев у густих лісах.